# 마츠다 사츠미
마츠다 사츠미(일본어: 松田 颯水 まつだ さつみ[*], 1993년 7월 17일 ~ )는 일본의 여성 성우이다. 아트비전 소속이며, 오사카부 출신이다. 쌍둥이 언니인 마츠다 리사에도 성우이다.

## 출연 작품

### 극장판 애니메이션
2021년
- 극장판 주술회전 0